# 田上町
田上町（たがみまち）は、新潟県南蒲原郡にある町。新潟広域都市圏（新潟都市圏）の構成市町村である。通勤率は、新潟市へ23.4 %・三条市へ16.9 %・加茂市へ16.0 %（いずれも平成22年国勢調査）。

## 地理

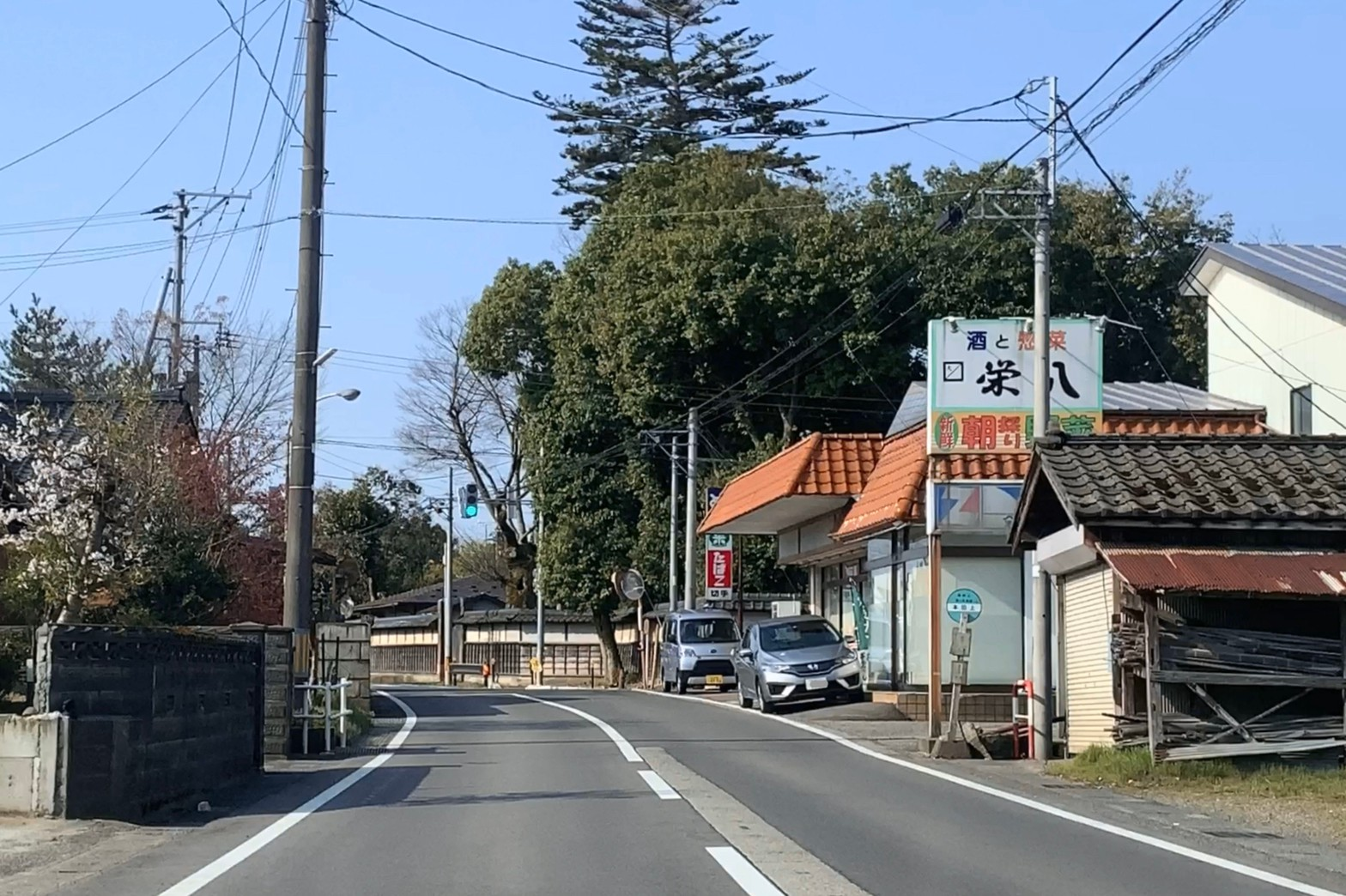
町内を走る国道403号。「本田上」バス停付近（2020年4月）

町域の東半分が山地（新津丘陵）、西半分は平野（越後平野）で、水田が広がっている。国道403号と信越本線が山地と平野の境界に沿って走っており、人口の大部分がこの沿線に集中する。2020年3月には平野側に国道403号小須戸田上バイパスが全線開通した。交通の便を活かし、平成期以降も新興住宅地の開発が進められている。
町内には約17 haの竹林があり、タケノコの産地となっている。
- 山：護摩堂山
- 河川：信濃川、才歩川、五社川

### 隣接している自治体・行政区
- 新潟市（秋葉区、南区）
- 五泉市
- 加茂市

南側の加茂市とは市街地がほぼ連続しており、地域社会として繋がりが深い。新潟市とは隣接はしているものの、市街地同士は遠く離れているため関わりが弱い。

### 市町村合併
市町村合併については、隣接する加茂市が独立の立場を表明したため、一時は加茂市を隔てた三条市との合併も模索された。しかし、飛び地であることがネックとなって合併協議からは脱退した。
2003年末、市町村合併に関する住民意向調査を行い、反対多数の結果を受け、三条市、当町、南蒲原郡栄町、南蒲原郡下田村の4市町村での合併協議会を離脱している。一部では、同調査での反対票は4市町村での枠組みに反対するものであって合併そのものには反対ではない、との声もあるが、当町とつながりの深い加茂市では市長が「合併絶対反対」を繰り返しており、新潟市への吸収合併も実現の可能性が低いため、当町は事実上、単独でのまちづくりを余儀なくされている。

## 歴史

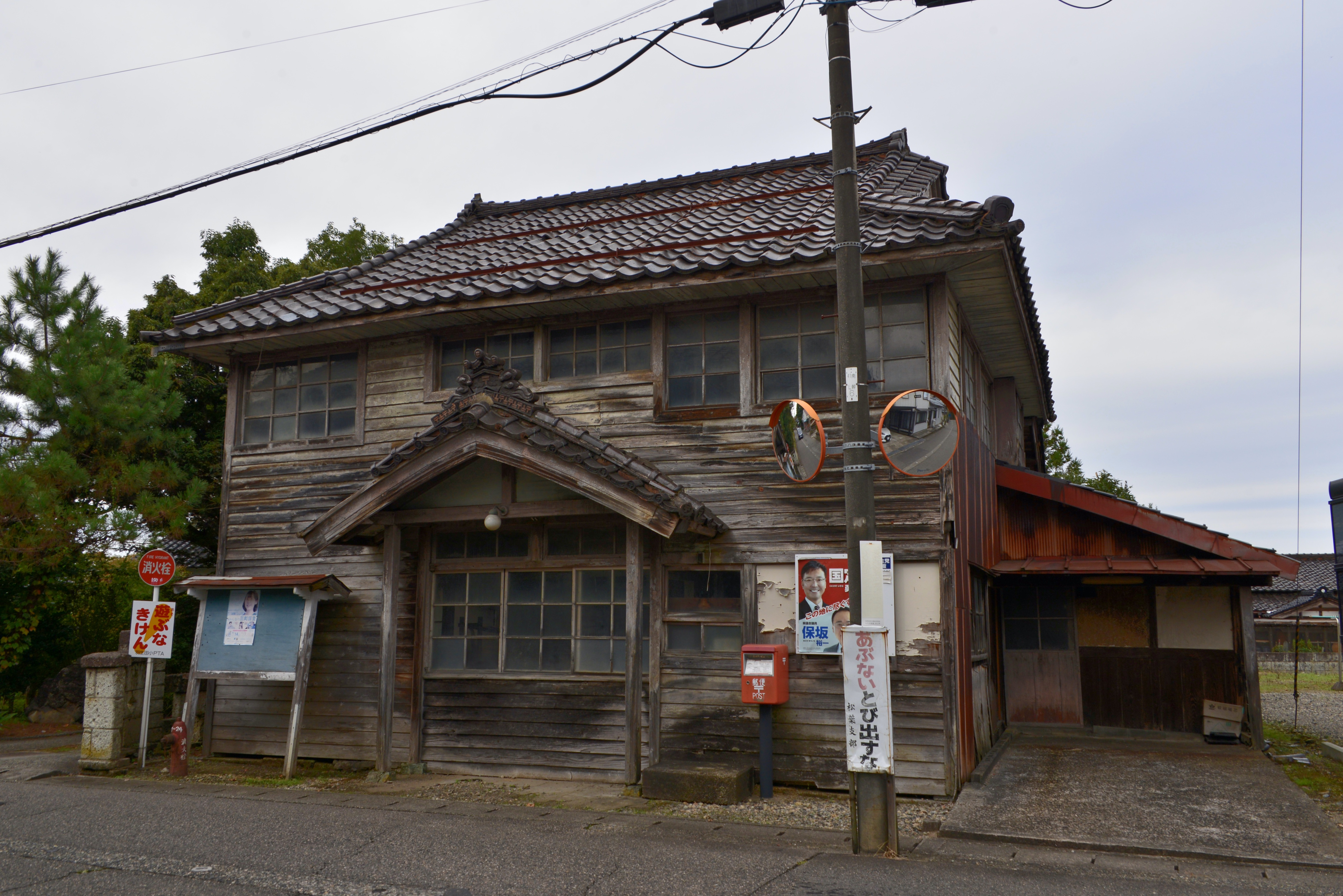
旧羽生田郵便局

- 1889年4月1日 - 市町村制により、以下の村が成立。[要出典][要検証 – ノート]
  - 田上村 ← 田上村、湯川村、原ケ崎新田
  - 羽生田村 ← 羽生田村、吉田新田、川船河村、太左衛門新田、茗荷谷新田、坂田村、千刈新田
  - 保明村 ← 保明新田、石田新田
  - 横場村 ← 横場新田、曽根新田
- 1901年11月1日 - 田上村、羽生田村、保明村、横場村が合併し、田上村となる。
- 1973年（昭和48年）8月1日 - 町制施行し、田上町となる。

## 人口
| |                                        |  |
| 田上町と全国の年齢別人口分布（2005年） | 田上町の年齢・男女別人口分布（2005年） |  |
| ■紫色 ― 田上町 ■緑色 ― 日本全国 | ■青色 ― 男性 ■赤色 ― 女性              |  |
| 田上町（に相当する地域）の人口の推移 \| 1970年（昭和45年） \| 9,534人 \| \| \| 1975年（昭和50年） \| 10,442人 \| \| \| 1980年（昭和55年） \| 11,396人 \| \| \| 1985年（昭和60年） \| 12,083人 \| \| \| 1990年（平成2年） \| 12,761人 \| \| \| 1995年（平成7年） \| 13,523人 \| \| \| 2000年（平成12年） \| 13,643人 \| \| \| 2005年（平成17年） \| 13,363人 \| \| \| 2010年（平成22年） \| 12,791人 \| \| \| 2015年（平成27年） \| 12,188人 \| \| \| 2020年（令和2年） \| 11,227人 \| \| |                                        |  |
| 総務省統計局 国勢調査より |                                        |  |
| 1970年（昭和45年） | 9,534人                                |  |
| 1975年（昭和50年） | 10,442人                               |  |
| 1980年（昭和55年） | 11,396人                               |  |
| 1985年（昭和60年） | 12,083人                               |  |
| 1990年（平成2年） | 12,761人                               |  |
| 1995年（平成7年） | 13,523人                               |  |
| 2000年（平成12年） | 13,643人                               |  |
| 2005年（平成17年） | 13,363人                               |  |
| 2010年（平成22年） | 12,791人                               |  |
| 2015年（平成27年） | 12,188人                               |  |
| 2020年（令和2年） | 11,227人                               |  |

## 行政
- 町長：佐野恒雄
  - 佐藤邦義（1998年6月22日から5期）
  - 佐野恒雄（2018年6月22日就任、1期目）
- 町議会：議員定数14人[5]（現在の議員の任期は令和5年4月29日までである）

## 産業
加茂桐箪笥の箪笥店が町内でも複数見られる。
町内ではブランド梅「越の梅」の生産が盛ん。
- 産業人口
  - 1次産業 8.3 %
  - 2次産業 39.9 %
  - 3次産業 51.9 %
- 町内に本社を置く企業
  - 桐の蔵

## 教育
短期大学
- 新潟中央短期大学

中学校
- 田上町立田上中学校

小学校
- 田上町立田上小学校
- 田上町立羽生田小学校

## ライフライン
- 東北電力ネットワーク（電気）
- 北陸ガス（都市ガス（一部除く））
- 越後天然ガス（都市ガス（大字湯川、大字田上丙の一部））

## 交通
鉄道
- 東日本旅客鉄道
  - 信越本線：羽生田駅 - 田上駅

バス
- 新潟交通観光バス 潟東営業所
- 新潟市南区区バス

デマンド交通

県央地域東部のバス路線図。

- 乗合タクシー「ゴマンド号」 - 2021年（令和3年）4月に運行開始し、町内の指定乗降場所または自宅のほか、町外の加茂病院、矢代田駅、加茂駅を運行エリアとする[8][9]。

道路
- 国道
  - 国道403号
    - 小須戸田上バイパス
- 県道
  - 新潟県道1号新潟小須戸三条線
  - 新潟県道9号長岡栃尾巻線
  - 新潟県道55号新潟五泉間瀬線
  - 新潟県道67号村松田上線

## 名所・旧跡・観光スポット・祭事・催事
- 湯田上温泉
- 越後豪農の館 椿寿荘

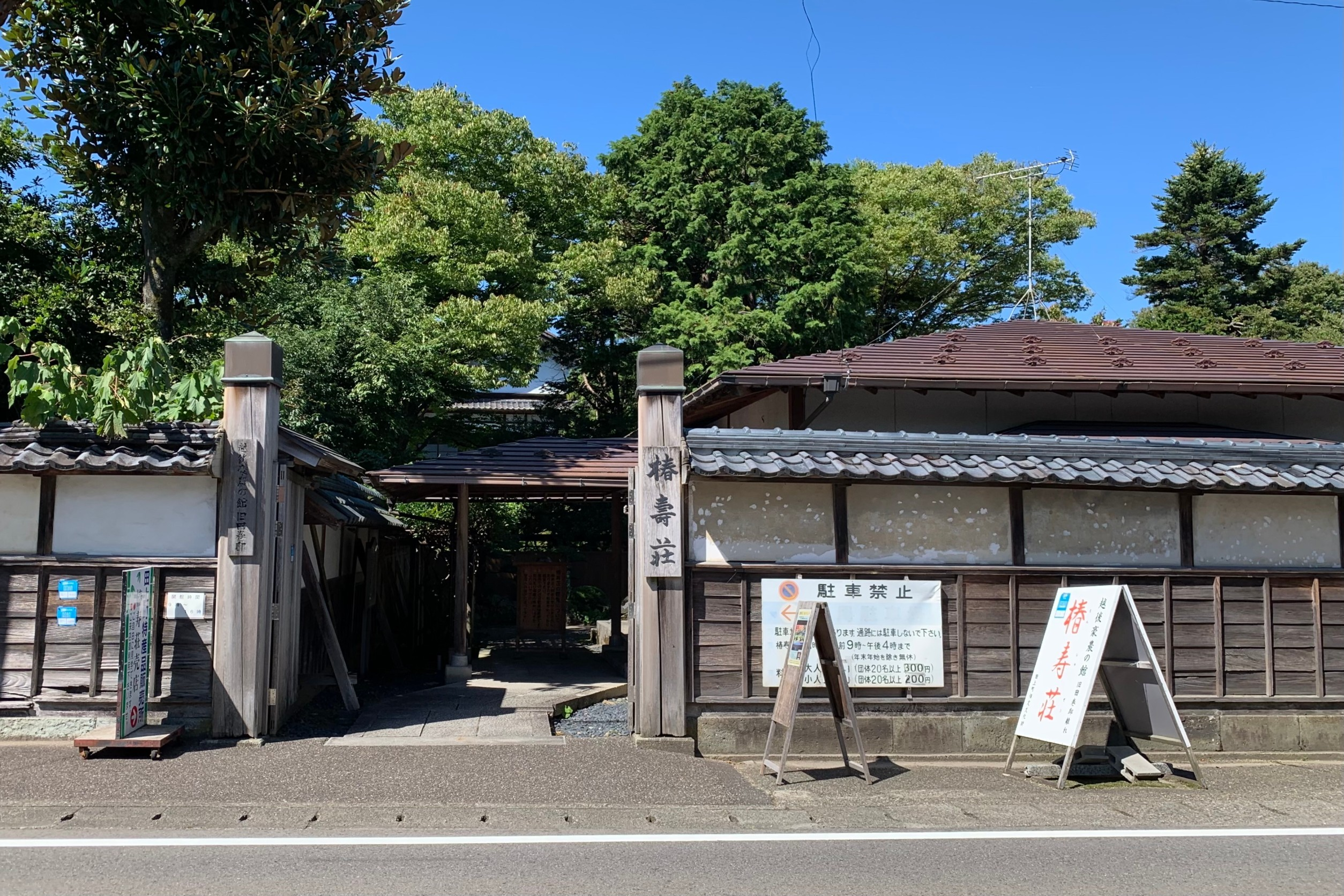
越後豪農の館 旧田巻邸「椿寿荘」

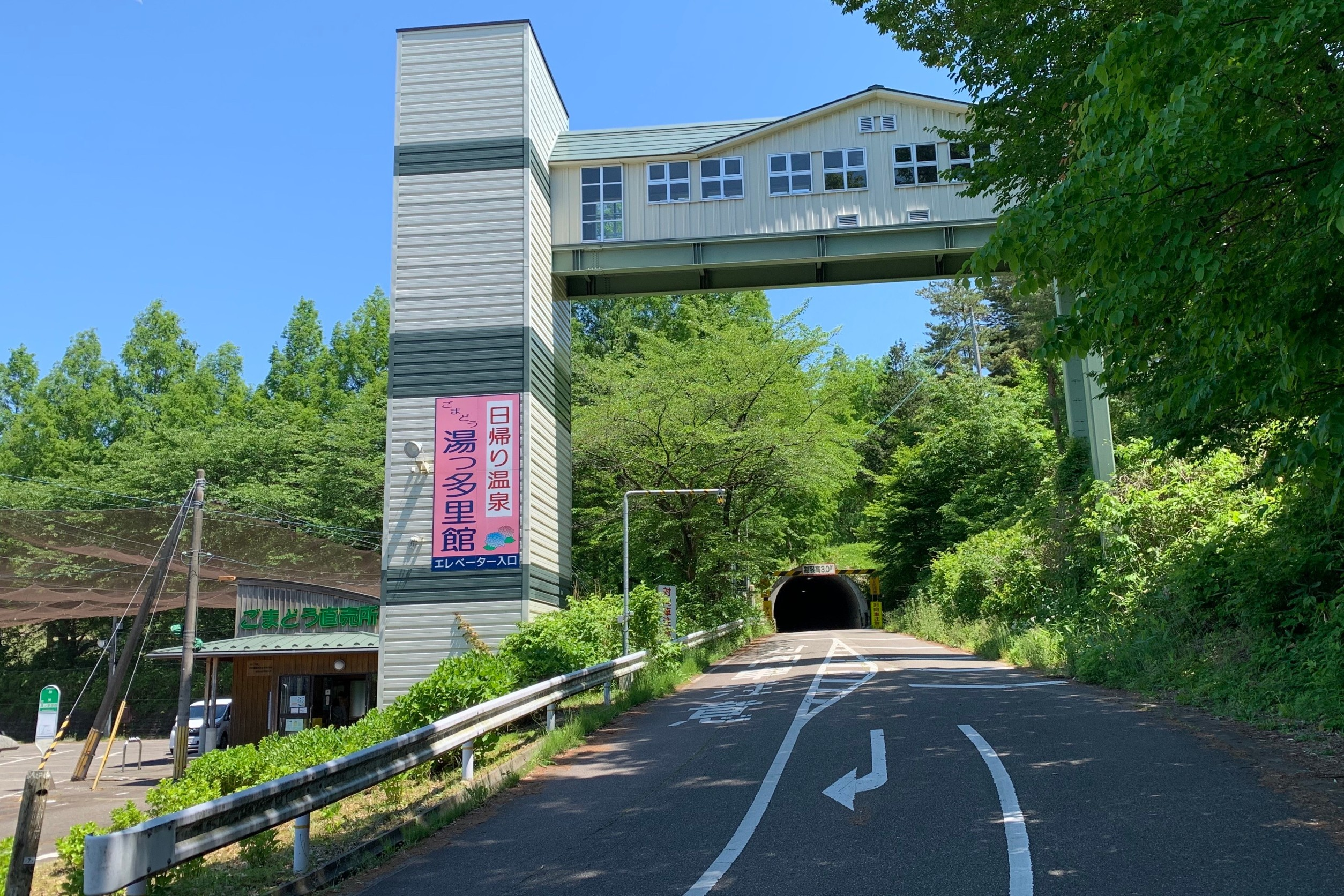
ごまどう湯っ多里館の入口となるエレベーター

- 護摩堂山 - ハイキングコースが整備されている
  - 護摩堂山あじさい園
- 日帰り温泉 ごまどう湯っ多里館
- 総合公園 YOU・遊ランド
- 道の駅たがみ

## 出身人物
- 田巻堅太郎（第四銀行頭取、農業、新潟県多額納税者、地主）